# Erastria aesymnusaria
Erastria aesymnusaria är en fjärilsart som beskrevs av Walker 1860. Erastria aesymnusaria ingår i släktet Erastria och familjen mätare. Inga underarter finns listade i Catalogue of Life.